# Jennifer Hosten

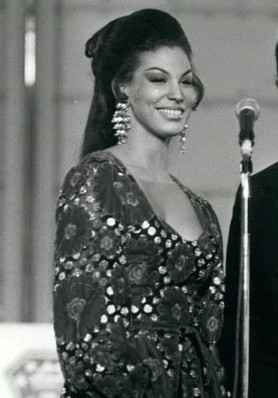
Jennifer Hosten (1970)

Jennifer Hosten (geboren 31. Oktober 1947 in St. George’s, Grenada) ist eine aus Grenada stammende Diplomatin, Entwicklungshelferin, Unternehmerin und Autorin. Weltweite Bekanntheit erlangte sie 1970 als erste schwarze Miss World.

## Leben und Wirken
Hosten wuchs mit vier Geschwistern in St. George’s auf. Nach ihrer Schulzeit studierte sie in London, wo sie im Anschluss bei der BBC für den Karibikdienst des BBC-Hörfunks tätig war. 1970 beteiligte sie sich in ihrer Heimat mehr aus Spaß an den Miss-Wahlen. Als Siegerin der Miss-Caribbean-Wahl nahm sie an den Miss-World-Wahlen im November 1970 in London in der Royal Albert Hall teil. Während dieser Zeit war sie als Flugbegleiterin tätig.
Nach ihrem Amtsjahr als Miss World wurde Hosten Kundenbetreuerin bei Air Canada. 1971 heiratete sie David Craig, einen IT-Manager. Bis 1973 lebten sie auf den Bermudas, ehe sie sich in Ontario, Kanada, niederließen. Von 1978 bis 1981 war  Hosten Hochkommissarin, die höchste diplomatische Vertreterin innerhalb der Commonwealth-Staaten, ihres Heimatlandes Grenada in Kanada. Im Anschluss ging sie zurück an die Universität. Jennifer Hosten hat einen Masterabschluss in Politikwissenschaften von der Carleton Universität in Ottawa. Später war sie als Beraterin für die Organisation Ostkaribischer Staaten (OECS) in Saint Lucia tätig und arbeitete danach als Diplomatin im Hochkommissariat von Kanada in Bangladesch und Pakistan, ehe sie in die Karibik zurückkehrte. 1992 veröffentlichte Hosten eine Studie über die Auswirkungen des Nordamerikanischen Freihandelsabkommens auf die karibischen Staaten.
2005 wurde Hosten Unternehmerin und eröffnete ein Strandhotel in Grenada. Parallel dazu studierte sie Psychologie und erwarb 2011 an der Yorkville Universität New Brunswick in Kanada einen weiteren Masterabschluss. Das Hotel hat sie inzwischen verkauft und arbeitet als niedergelassene Psychotherapeutin in Oakville, Ontario.

## Miss World 1970
Jennifer Hosten war 23 Jahre alt, als sie im November 1970 in London die Wahl zur Miss World gewann. Der Wettbewerb war schon im Vorfeld durch rassistisch motivierte Kontroversen beeinträchtigt, weil die Organisatoren eine weiße und eine schwarze Vertreterin aus Südafrika zugelassen hatten. Zudem protestierten feministische Gruppierungen gegen den Ausscheid. Nach Bekanntgabe des Ergebnisses gab es Tumulte im Publikum. Es war ein Novum des Wettbewerbs, dass mit der Siegerin Miss Grenada und der Zweitplatzierten Miss Südafrika erstmals zwei schwarze Bewerberinnen den Ausscheid für sich entschieden. Bei der BBC und den Zeitungen gingen zahlreiche Proteste gegen das Ergebnis ein, und von allen Seiten wurden rassistische Vorwürfe erhoben.
Trotz der Kontroverse um ihren Sieg wurde Jennifer Hosten in Grenada als Nationalheldin gefeiert, und im Juni 1971 wurden ihr zu Ehren sechs Gedenkbriefmarken gedruckt.
Der englische Kinofilm Die Misswahl – Der Beginn einer Revolution (2020) nimmt das Ereignis und die Auseinandersetzungen um die Wahl der Miss World 1970 zum Anlass. Die Darstellerin Gugu Mbatha-Raw hat in der Vorbereitung auf ihre Rolle eng mit Jennifer Hosten zusammengearbeitet.

## Publikationen
- Jennifer Hosten-Craig: The Effect of a North American Free Trade Agreement on the Commonwealth Caribbean. Study (engl.), Edwin Mellen Press, Lewiston 1992, ISBN 978-0-7734-9554-8.
- Jennifer Hosten: Beyond Miss World. Autobiographie (engl.), 2008[7]
- Jennifer Hosten: Miss World 1970: How I Entered a Pageant and Wound Up Making History: An Inspiration for the Major Motion Picture „misbehaviour“ (engl.). Sutherland House, London 2020, ISBN 978-1-989555-23-1.